# Salsigne
Salsigne é uma comuna francesa na região administrativa de Occitânia, no departamento de Aude. Estende-se por uma área de 11,48 km². Em 2010 a comuna tinha 389 habitantes (densidade: 33,9 hab./km²).